# Friendsville (Pensilvania)
Friendsville es un borough ubicado en el condado de Susquehanna en el estado estadounidense de Pensilvania. En el año 2000 tenía una población de 91 habitantes y una densidad poblacional de 23.9 personas por km².

## Geografía
Friendsville se encuentra ubicado en las coordenadas 41°55′05″N 76°02′49″O / 41.91806, -76.04694.

## Demografía
Según la Oficina del Censo en 2000 los ingresos medios por hogar en la localidad eran de $53,125 y los ingresos medios por familia eran $53,750. Los hombres tenían unos ingresos medios de $31,250 frente a los $24,375 para las mujeres. La renta per cápita para la localidad era de $18,502. Alrededor del 6.8% de la población estaba por debajo del umbral de pobreza.